# John Houstoun
John Houstoun (Waynesboro, 31 agosto 1744 – Savannah, 20 luglio 1796) è stato un politico statunitense.
Primo governatore statale nativo della Georgia, gli è dedicata la contea di Houston.

## Biografia

### Origini
John Houstoun nacque nel 1744 da una coppia di facoltosi scozzesi emigrati in Georgia: sir Patrick Houstoun, V barone Houstoun, e sua moglie Priscilla Dunbar. Studiò legge e divenne avvocato, cominciando ad esercitare nella città di Savannah dal 1771.

### Carriera politica
Quando il sentimento indipendentista cominciò a montare nelle Tredici Colonie Houstoun ne divenne uno dei principali propugnatori in Georgia, mettendosi a capo dei locali rivoluzionari dei Sons of Liberty. Presto si associò con altri anti-britannici come Archibald Bulloch, divenendo una delle figure di riferimento georgiane della rivoluzione americana. Nel 1775 venne eletto al Congresso Provinciale della Georgia, e assieme a Bulloch e ad altri partecipò al congresso continentale come delegato; qui conobbe Benjamin Franklin, col quale divenne corrispondente. Tuttavia, mentre gli altri georgiani si dimostravano intransigenti, Houstoun, pur a favore dell'indipendenza dello Stato, si manteneva su posizioni più moderate soprattutto in campo economico, contrario com'era ad interrompere i commerci col Regno Unito.
Entrato a far parte del governo rivoluzionario, fu lui a spiccare nel gennaio 1776 il mandato di arresto per l'ormai ex-governatore britannico James Wright, che rimase prigioniero per un certo tempo degli americani. Con quest'azione il dominio inglese in Georgia ebbe effettivamente termine, e di lì a poco l'alleato di Houstoun Archibald Bulloch ne sarebbe diventato il primo governatore indipendente.

### Primo mandato
Due anni dopo, a seguito della rinuncia di John A. Treutlen a ricoprire un secondo mandato, Houstoun venne eletto nuovo governatore della Georgia. Era il primo nativo dello Stato a ricoprire tale carica.
La situazione si presentava già assai complicata: poco a sud del confine georgiano si trovava la roccaforte inglese di St. Augustine, in Florida, che attirava numerosi lealisti e che costituiva un grande pericolo per l'indipendenza dello Stato. Houstoun decise di risolvere la situazione e preparò un'invasione della Florida, ma il mancato aiuto da parte del generale Robert Howe fece fallire l'offensiva.
In risposta gli inglesi attaccarono Savannah, conquistandola il 29 dicembre 1778. Colti di sorpresa, gli americani non furono in grado di opporre una resistenza, e l'amministrazione georgiana fu costretta a fuggire in tutta fretta. Il governatore tentò di ristabilire l'autorità statale ad Augusta, ma anche quella città venne presto attaccata e persa, e l'amministrazione si dissolse definitivamente.
Nonostante Houstoun rimanesse formalmente in carica fino al gennaio successivo, viene considerato ufficialmente decaduto come governatore dalla perdita della capitale Savannah.

### Secondo mandato e ultimi anni

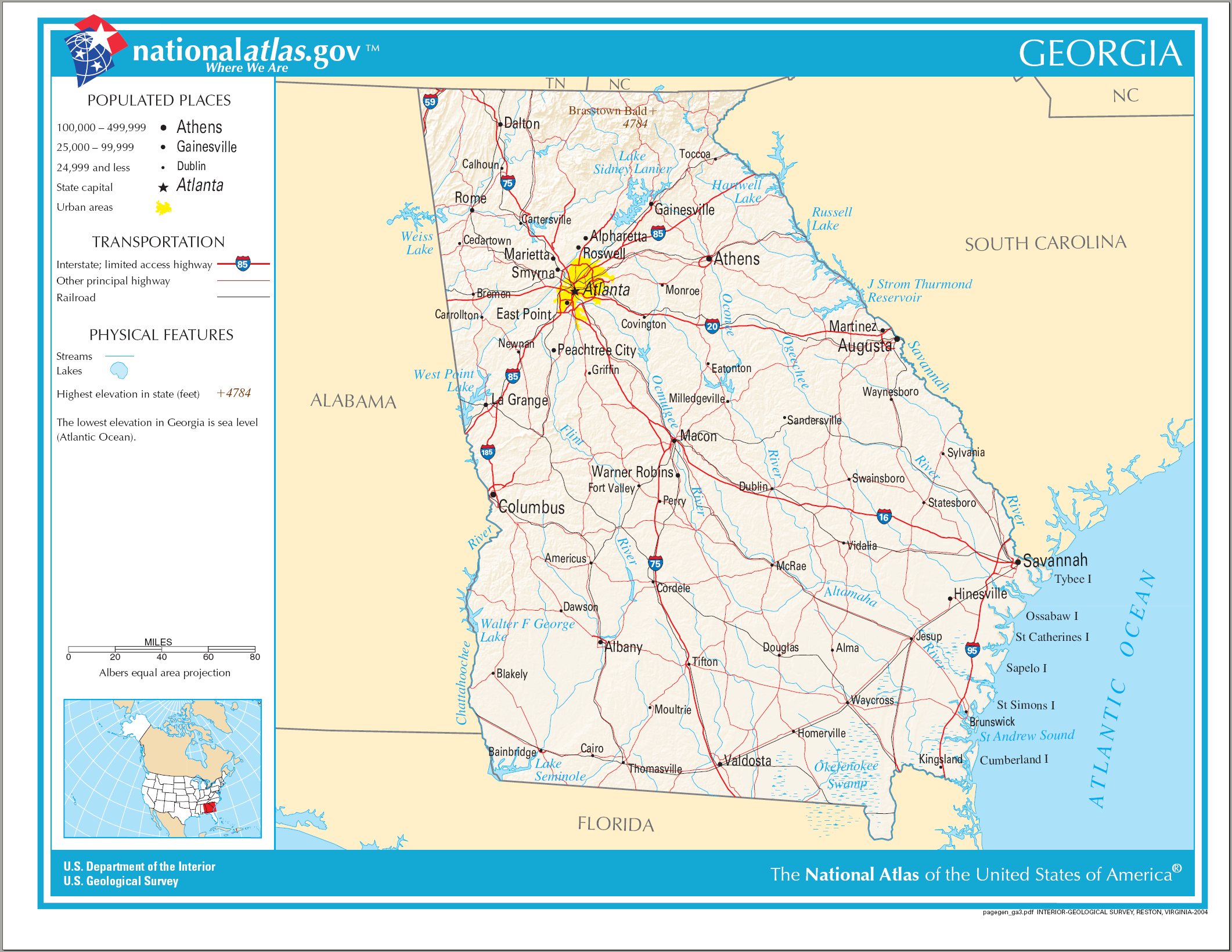
Mappa della Georgia, con i confini successivi all'accordo con la Carolina del Sud. A nordest, anziché continuare lungo il fiume Savannah, il confine prosegue sul fiume Chauga, di fatto spingendosi dentro la Georgia. Probabilmente fu per questo che Houstoun si rifiutò di firmare l'accordo.

Rifugiatosi a Charleston fino alla fine della guerra, quando gli inglesi abbandonarono Savannah nel 1782 vi rientrò e si rimise in politica, riuscendo ad essere eletto nuovamente governatore nel 1784.
Il suo secondo mandato, svoltosi in tempo di pace, fu molto più tranquillo del primo. Houstoun si occupò prevalentemente della risoluzione dei conflitti tra i georgiani e i nativi americani, e affrontò più volte il tema del confine col vicino Stato della Carolina del Sud, ancora poco definito. Fu inoltre uno dei fondatori dell'Università della Georgia.
Nel 1787 fece parte della commissione atta a stabilire il confine tra Georgia e Carolina del Sud. Insoddisfatto del risultato finale, si rifiutò di firmare la risoluzione, ma l'accordo entrò in vigore lo stesso. Nello stesso anno tentò di essere rieletto governatore per la terza volta, ma non riuscì ad ottenere la nomina.
Nel 1790 divenne sindaco di Savannah, ospitando il presidente George Washington durante la sua visita in Georgia. Venne rieletto anche l'anno successivo, ma scelse di non accettare la nomina per ritirarsi a vita privata. Morì nel 1796 poco fuori dalla città, nella sua casa di White Bluff. Era sposato con Hannah Bryan, dalla quale non aveva avuto figli.

## La pronuncia del nome
Nonostante la grafia ancora oggi usata per il suo cognome sia Houstoun, la pronuncia è la stessa dell'assai più comune Houston. Questa particolarità deriva dalla grafia anglofona del XVIII secolo, che imponeva che il cognome si scrivesse col doppio dittongo ou. Solo all'inizio del XIX secolo questo fenomeno cominciò ad attenuarsi, e per questo la contea a lui dedicata venne battezzata Houston, non Houstoun.